# 比利亞伊夫卡 (扎波羅熱州)
47°58′31″N 35°26′35″E / 47.97528°N 35.44306°E

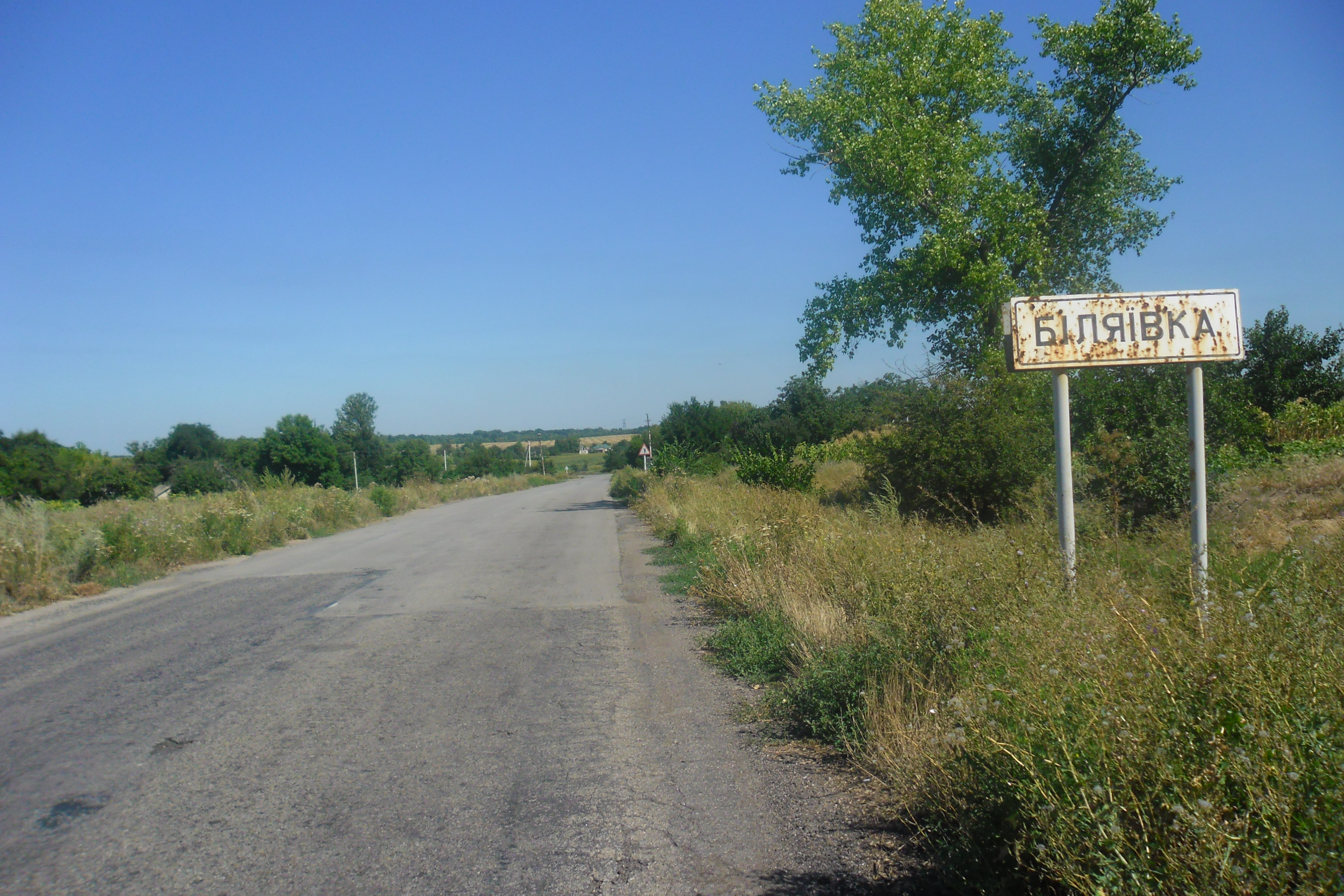
路牌

比利亞伊夫卡（烏克蘭語：Біляївка）是位於烏克蘭東南部的村莊，由扎波羅熱州扎波羅熱区的巴甫利夫斯凱市鎮負責管轄。該村處於維利尼揚卡河右岸，距離泽莱内1公里和新塞利夫卡1.5公里，始建於1865年，面積1.356平方公里，2001年人口360。